# Música de los wagogo
La música de los wagogo es la propia de la población gogo (forma singular de wagogo) de Tanzania. 

## Características musicales

### Aspectos melódicos y armónicos
La escala musical sobre la que se sustenta la mayor parte de la música gogo es de tipo pentatónico anhemitónico y tiene la particularidad de contener un tritono implícito.  Los giros melódicos y el color armónico que este intervalo generan, dotan a la música de los wagogo de una atmósfera peculiar distinta a la de otras músicas.
Los wagogo de Nzali conciben que el sentido natural de la escala es descendente, es decir, del agudo al grave (“del sonido pequeño al grande” como dicen ellos) y, como consecuencia, les resulta difícil reproducir con la voz una escala en sentido ascendente.
Los giros melódicos de las canciones respetan rigurosamente los grados de la gama pentatónica y no existen ornamentos que la alteren. Salvo en el comienzo de casi todas las canciones de Makumbi, que realizan un salto de tritono ascendente fa-si, las melodías están construidas a partir de intervalos conjuntos, es decir, de segundas mayores y terceras menores.  En algún momento puede ocurrir que dos intervalos de tercera menor ascendente o descendentes se sucedan, y pueden también encontrarse saltos de sexta re-si en la melodía.
Los intervalos armónicos están formados por terceras mayores, cuartas justas, tritonos y quintas justas. En algún caso aparece un intervalo de segunda mayor, algo más habitual en el repertorio de adultos.
Aunque poseen un criterio de afinación común, cada individuo tiene su peculiar manera de ajustar los intervalos. En casos de la mkwajungoma (xilófono), son capaces de reconocer al constructor de un instrumento por la manera en que está afinado. 

### Aspectos rítmicos
Pulsación: entre los wagogo, la pulsación es la referencia, el elemento temporal alrededor del cual se organiza el ritmo.
El pulso, inherente a la música, no siempre se manifiesta de forma audible: en unos casos se exterioriza batiendo palmas y en otros se reconoce en los pasos básicos de la danza. Podemos decir que la pulsación es el hilo conductor. Lo manghati y diferentes tribus gogo que habitan en la misma región, tienen su forma particular de organizar la rítmica; el pulso puede ser considerado, además de un parámetro, un signo musical distintivo.
Simha Arom define el pulso como “patrón, isócrono, neutro, constante, orgánico, que determina el tiempo”, y matiza:
- Patrón: delimitado por la unidad de tiempo.
- Isócrono: ningún tiempo se diferencia de otro.
- Constante: es invariable.
- Orgánico: inherente a la música.
- Determinante del tiempo: relativo al movimiento interior de la música que sostiene.

El pulso gogo puede estar subdividido de forma binaria (I . I . I . I . ), o ternaria ( I . . I . . I . . ), donde la parte más pequeña de esta subdivisión es el valor con respecto al cual se constituyen todas las duraciones de una pieza.
En líneas generales y en el repertorio infantil, la pulsación de subdivide de forma ternaria y se encuentra en el lugar que nosotros llamamos “a contratiempo”, es decir, desplazado a la parte o fracción “débil”, ahí donde el acento tónico de la palabra no coincide con el de las palmas. 
Solo en el repertorio de adultos las improvisaciones vocales no son mesurables, es decir, se articulan a partir de secuencias en donde el ritmo es más libre. 
Métrica: la forma de las canciones es cíclica, es decir formada por períodos que se repiten, aunque de manera idéntica: el material de base reaparece a intervalos exactos de tiempo, pero siempre cambiado de aspecto.
El número de pulsaciones que contiene cada ciclo es siempre múltiplo de un número entero, par o impar, y la estructura total de aquellas canciones que se dividen en dos secciones podrá ser simétrica o asimétrica.
En las canciones infantiles, toda idea de acentuación regular está ausente, es decir, no existe una alternancia y oposición sistemática entre partes fuertes y débiles. El ritmo es normalmente silábico: a cada sílaba del texto le corresponde un valor mínimo ( . ) de la subdivisión del pulso. Cuando un melisma se alarga y abarca don o tres valores mínimos, el ritmo llega va organizarse e manera asimétrica, combinando cantidades binarias y ternarias. 

### Estructuras y variaciones
La estructura de las canciones del repertorio infantil obedece a formas responsoriales y/o antifonales fijas.
En la forma responsorial hay un solista que enuncia una o varias frases y un coro que las concluye, bien completando o reiterando alguna de sus partes, bien repartiéndose el material de la canción entre ambos. Puede ocurrir que la respuesta sea más breve que la pregunta, pero encontramos muchas canciones en las que el protagonismo lo tiene el coro.
En líneas generales, la forma responsorial puede tener tantas variantes como maneras de combinar y repartir entre los grupos los textos en las canciones. Normalmente es el solista quien toma la iniciativa para que tengan lugar tales combinaciones.
Mientras que la pregunta puede variar, la respuesta suele ser fija; sin embargo, si uno o más integrantes del grupo aportan, espontáneamente, elementos adicionales a la respuesta, se generarán heterofonías ocasionales. 
La forma antifonal consiste en una alternancia regular del material musical: una vez que el primero (solista o grupo) canta una frase, ésta es repetida de manera idéntica por el segundo, solista o coro.
Una gran parte de las canciones se dividen en dos secciones claramente diferenciadas (A-B), es decir, de forma bipartita, elaboradas a partir de elementos comunes. Cuando el material melódico está más desarrollado, ambas estructuras –responsorial y antifonal- pueden aparecer alternadas, pero siempre siguiendo el orden antifonal-responsorial y no al contrario. 
En este caso, lo más frecuente es que se produzca un solapamiento recíproco (a la inversa), a modo de “entretejido”, entre la parte solista y el coro, es decir, antes de que el segundo grupo termine su intervención, el primero comienza ya a cantar. Si las partes solapadas coinciden en el texto y por tanto en la articulación rítmica, variarán las alturas. Si la diferencia afecta a esquemas rítmicos, podrían llegarse a prefigurar –de forma rudimentaria y ocasional- otros procedimientos plurivocales como son el contrapunto imitativo o el canon. 
Procedimientos de variación: los wagogo nunca cantan la misma canción de idéntica manera; entienden que variar la melodía mientras se mantiene el texto no altera la canción. Este hecho no es algo arbitrario, sino que responde a criterios comunes, técnicos y estéticos, consensuados por toda la comunidad.
Dado que la estructura formal de la música es isoperiódica y el material musical reaparece a intervalos de tiempo similares, la improvisación juega un papel fundamental como impulsor de las variaciones melódicas y rítmicas que tienen lugar en el interior del ciclo. No se trata de una improvisación libre sino sometida a varios factores: a dicha periodicidad, al tipo de escala, a patrones rítmicos, a la estructura musical en la cual se manifiesta y a la obligación de no interferir en la comprensión del texto. 
Entre los procedimientos de variación más utilizados encontramos:
- Partes de la melodía sustituidas por otras alturas de la escala pentatónica.
- Elementos melódicos intercalados entre dos sonidos.
- Desfases rítmicos y silencios.
- Inclusión de nuevos textos y/o sílabas sin sentido que sirven para completar el ciclo.

## Instrumentos musicales
Entre los wagogo no existe música instrumental en sentido estricto, sino que la función de los instrumentos consiste es acompañar y servir de base al canto o a la danza. Solo el ndonondo (arco de boca) o la flauta mlanzi son tocados “a solo”, ya que por razones obvias, quienes lo ejecutan no pueden cantar.
En el caso de las músicas polifónicas, idiófonos como la kayamba (maraca) o el ndalagunyhi (sonajero de metal). Sirven de base rítmica permanente y percuten una fórmula característica, asociada a cada repertorio. Los instrumentos se pueden combinar ad líbitum, es decir, no existe formalidad alguna para que uno u otro instrumento toquen juntos; todos son aptos para ser combinados libremente a dúo, trío, cuarteto, etc. y cualquiera de ellos ofrece la posibilidad de adaptar a sus características propias cada una de las canciones que integran los diferentes repertorios.
En ningún caso el papel de los instrumentos es secundario. Además de su función acompañante, intervienen como parte solista en las cadencias y finales de las piezas, momento que  aprovecha el instrumentista para mostrar sus habilidades. 
Podemos encontrar instrumentos de todas las familias: 
- Cordófonos: izeze (violín de dos o tres cuerdas); ndonondo (arco de boca); ipangwa (cítara)
- Idiófonos: manyanga (caraca); kayanba (maraca plana con forma de bandeja); ndalangunyi (sonajero de metal); nhyinda (conjunto de ndalangunyi atados en las piernas); cesen (sistro); ilimba (lamelófono); mkwajungoma (xilófono) y mhongwa-mtela (cuenco y cucharas).
- Membranófonos: ng’oma fubwa (tambor grande); ng’oma ndodo (tambor pequeño).
- Aerófonos: mlanzi (flauta); filimbi (silbato).

### La voz. Plurivocalidad
La música de los wagogo es fundamentalmente vocal. La voz es el instrumento por excelencia y el canto el vehículo idóneo para comunicar y manifestar las emociones. Tal y como lo hicieron sus predecesores, los wagogo de Nzali continúan una tradición vocal de la que se sienten muy orgullosos.
Aunque el canto musical tiene lugar de forma colectiva, las intervenciones solistas son habituales; es precisamente en este terreno donde se comprueba que cualquier individuo está perfectamente cualificado para cantar. Los wagogo son además excelentes improvisadores, capaces de transformar de forma inmediata la palabra hablada en cantada y cada frase en una melodía. Esta propiedad dota a su música de un componente esencialmente vital que la hace portadora de una gran carga emotiva. 
Los adultos utilizan timbres y ornamentos variados que contribuyen a enriquecer la textura polifónica general, a diferencia de en el repertorio infantil, en el que el uso de la voz es completamente natural y está exento de cualquier efecto o adorno. 
Plurivocalidad: la plurivocalidad (superposición de dos o más voces) es el rasgo que mejor define la música de los wagogo. Utilizan procedimientos como son el paralelismo, la homofonía, el canon, el “entretejido”, el bordón y el hoquetus. Raramente se encuentran cantos de tipo monódico.
En el repertorio vocal infantil, la mayor parte de las canciones de interpretan a dos voces que se mueven de forma paralela y, en contadas ocasiones, de manera contraria u oblicua. Son también habituales el entretejido y la imitación, mientras que el bordón o el ostinato son raros.
En el repertorio de los adultos, y según sea su registro  y función, cada voz se reconoce con un nombre en la lengua vernácula, por ejemplo, izi ikali es la voz aguda, y es la que más se mueve e improvisa y que sirve de referencia permanente al resto de las voces.

## Movimiento y danza
Entre los wagogo, toda interpretación musical implica un movimiento corporal, ya que para ellos no existe una actitud estática o pasiva cuando se hace música.
El paso básico, característico del baile gogo, consiste en un elegante “galope truncado” que permite balancear el cuerpo hacia delante y hacia atrás, y que involucra cabeza, hombros, brazos, manos y pies al tiempo. Durante la danza, cada parte del cuerpo actúa con independencia; la coordinación y la cohesión entre todos y cada uno de los movimientos es absoluta.
Algunos repertorios son acompañados por una danza específica. En Nhyindo (recepción de autoridades) se combinan do secciones: en la primera, las mujeres realizan vertiginosos movimientos giratorios de cabeza y en la segunda, los hombres saltan con ímpetu a la vez que hacen sonar los sonajeros que llevan sujetos a una de las piernas. Según salten sobre la pierna de los sonajeros o sobre la otra, podrán acentuar o dejar partes de silencio, siguiendo la combinación y secuencia elegida mediante un acuerdo tácito de todo el grupo.
En Muheme (bodas, funerales), las mujeres cantan a la vez que tocan polirritmias sobre un tambor  que sujetan entre las piernas, todo ello mientras que efectúan originales desplazamientos con cambios de dirección, giros y pequeños saltos, sin apenas despegar los pies del suelo. 
En el repertorio infantil, el mkwajungoma (xilófono) acompaña al baile, cuyo paso básico es el mismo que en la danza de los adultos pero ejecutado con el estilo y la gracia propia de esas edades 